# Los chiflados del batallón
Los chiflados del batallón es una película de Argentina filmada en Eastmancolor dirigida por Enrique Dawi según el guion de Jorge Falcón que se estrenó el 6 de febrero de 1975 y que tuvo como actores principales a Albino Rojas Martínez, Mario Sánchez, Carlos Vanoni y Carlos Scazziota.

## Sinopsis
Las aventuras y desventuras en el servicio militar de un muchacho chaqueño miope.

## Reparto
- Albino Rojas Martínez (El Soldado Chamamé)
- Mario Sánchez
- Carlos Vanoni
- Carlos Scazziota
- Horacio Heredia
- Eddie Pequenino
- Adriana Aguirre
- Tono Andreu
- Luis Orbegoso
- Gloria Geddes
- Osvaldo Castro
- Gilberto Peyret
- Ernesto Nogués
- Julio Carril
- Rosalina Villari
- Vicky García
- El Cuarteto Leo
- Nya Quesada

## Comentarios
Carlos Di Paolo en El Cronista Comercial dijo:

”Los gags militares son francamente deprimentes. El elenco además de la pobre actuación de Chamamé se desenvuelve en un nivel más que discreto.”

Manrupe y Portela escriben:

”Insoportable film de colimbas con un reparto poco atrayente.”